# Joseph R. Bryson

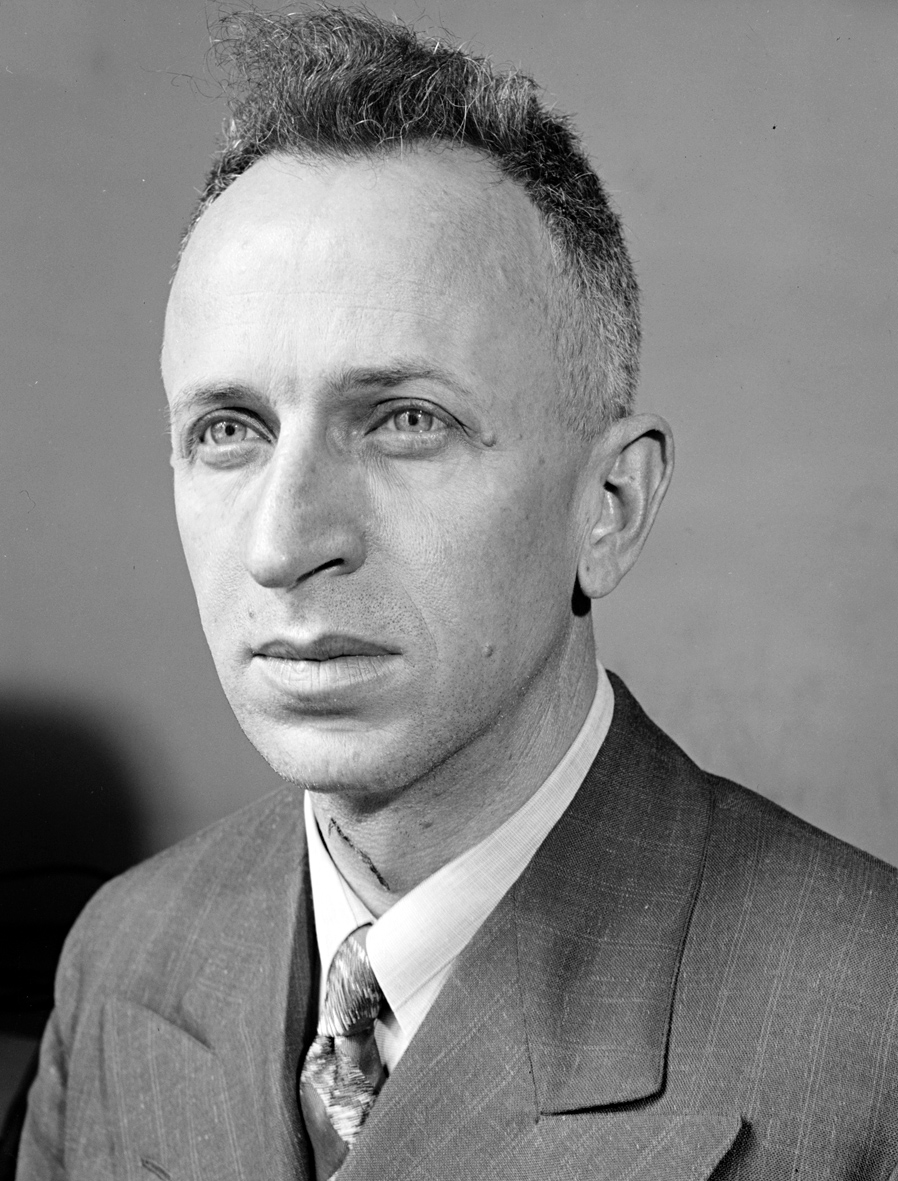
Joseph R. Bryson

Joseph Raleigh Bryson (* 18. Januar 1893 in Brevard,  Transylvania County, North Carolina; † 10. März 1953 in Bethesda, Maryland) war ein US-amerikanischer Politiker. Zwischen 1939 und 1953 vertrat er den Bundesstaat South Carolina im US-Repräsentantenhaus.

## Werdegang
Im Jahr 1900 kam Joseph Bryson mit seinen Eltern nach Greenville in South Carolina. Dort besuchte er die öffentlichen Schulen einschließlich der Furman University, die er im Jahr 1917 absolvierte. Dazwischen war er in den Jahren 1915 und 1916 Mitglied der Nationalgarde von South Carolina. Während des Ersten Weltkrieges wurde er von 1917 bis 1918 noch einmal zur Nationalgarde eingezogen. Dort war er zunächst beim medizinischen Dienst und dann bei einer Infanterieeinheit. Nach einem anschließenden Jurastudium an der University of South Carolina in Columbia und seiner im Jahr 1920 erfolgten Zulassung als Rechtsanwalt begann er in Greenville in seinem neuen Beruf zu praktizieren.
Politisch war Bryson Mitglied der Demokratischen Partei. Zwischen 1921 und 1924 saß er als Abgeordneter im Repräsentantenhaus von South Carolina, von 1929 bis 1932 gehörte er dem Staatssenat an. 1938 wurde er im vierten Wahlbezirk von South Carolina in das US-Repräsentantenhaus in Washington, D.C. gewählt, wo er am 3. Januar 1939 die Nachfolge von Gabriel H. Mahon antrat. Nach sieben Wiederwahlen konnte er bis zu seinem Tod am 10. März 1953 im Kongress verbleiben. In diese Zeit fielen der Zweite Weltkrieg und der Beginn des Kalten Krieges. Im Jahr 1951 wurde im Kongress der 22. Verfassungszusatz verabschiedet. Joseph Bryson verstarb am 10. März 1953 im Bethesda Naval Hospital in Maryland und wurde in Greenville beigesetzt.